# Zdeněk Kukal
Zdeněk Kukal (29. listopadu 1932 Praha – 12. prosince 2021 Praha) byl český geolog a oceánolog, autor první české učebnice oceánografie a řady populárně naučných prací.

## Život
Zdeněk Kukal se narodil v Praze. V mládí se věnoval sportu, především lehké atletice a boxu. Po maturitě roku 1951 zahájil studium geologie na Přírodovědecké fakultě Univerzity Karlovy v Praze. Po dokončení studií nastoupil roku 1955 v Ústředním ústavu geologickém (dnešní Česká geologická služba).
V geologických vědách se zabýval usazenými horninami. Jako zaměstnanec geologického ústavu působil téměř 10 let v zahraničí, hlavně v zemích jihozápadní Asie. V 60. letech a 70. letech se zúčastnil několika výzkumných plaveb v Atlantském oceánu, Perském zálivu a Černém moři. Hostoval na univerzitách v Bagdádu a Kuvajtu. Roku 1975 absolvoval roční stáž v Irácké geologické službě.
Roku 1977 vydal spolu se svými spolupracovníky první českou učebnici oceánografie Základy oceánografie (Academia).
V roce 1990 byl jmenován docentem a zároveň získal titul doktora věd. V letech 1992 až 1997 byl ředitelem České geologické služby, ve stejné době i později zasedal v Radě vlády České republiky pro výzkum a vývoj.
Zdeněk Kukal se také věnoval popularizaci vědy. Ve své knize Záhada bermudského trojúhelníku, fantazie a skutečnost (1985) na základě prací jiných (zahraničních) autorů (např. Larryho Kusche) vyvrací legendy o údajně záhadných zmizeních v Bermudském trojúhelníku.
Byl otcem geografa Zdeňka Kukala mladšího.

## Dílo (výběr)

### Učebnice
- Zdeněk Kukal. Vznik pevnin a oceánů. Academia, Praha 1973.
- Zdeněk Kukal a kol. Základy oceánografie. Academia, Praha 1977 (2. vydání 1990).
- Zdeněk Kukal. Základy sedimentologie. Academia, Praha 1986.

### Popularizace
- Irák, Praha: Svoboda, 1972 (s Drahoslavou Kukalovou)
- Atlantis ve světle moderní vědy, Praha: Academia, 1978
- Přírodní katastrofy, 1982
- Přírodní katastrofy, Horizont 1983
- Přírodní katastrofy (2. vyd.) Praha: Horizont, 1983, 259 s.
- Oceán – pevnina budoucnosti, 1984
- Záhada bermudského trojúhelníku, fantazie a skutečnost, Horizont, Praha 1985
- Soumrak kouzelníků, Horizont, Praha 1987 (s Jaroslavem Malinou)